# 南卡羅來納州第十五步兵團
南卡羅來納州第十五步兵團（15th South Carolina Infantry Regiment）是美國南北戰爭時邦聯軍隊中的一支步兵團。

## 成立
1861年9月第十五步兵團成立。其後另有一部分來自南卡羅來納州第一步兵團的成員。

## 隸屬
自安提耶坦戰役後，李將軍把此步兵團調到第一兵團中，約瑟夫·科曉(Joseph Kershaw)准將之軍旅中的一個步兵團。
戰事末年，此步兵團效力田納西軍團，在西部戰場作戰，並與此軍團投降。

## 戰役
- 安提耶坦戰役
- 弗德堡之役
- 錢斯勒斯維爾之役
- 葛底斯堡之役
- 奇克莫加之役(Battle of Chickamauga)
- 莽原之役
- 史波特斯凡尼亞郡府之役
- 北安娜之役
- 冷港之役
- 彼得斯堡之役
- 查理斯鎮之役
- 細德溪之役
- 沃爾瑪之役

## 外部連結
- 南卡羅來納州第十五步兵團之歷史
- 南卡羅來納州第十五步兵團之歷史 （页面存档备份，存于）